# 21-я армия (СССР)
21-я армия (СССР) — оперативное войсковое объединение (общевойсковая армия) в составе Вооружённых Сил СССР во время Великой Отечественной войны.

## Первое формирование
Сформирована в июне 1941 года на базе управления и войск Приволжского военного округа. Командующий — генерал-лейтенант В. Ф. Герасименко, начштаба — генерал-майор В. Н. Гордов. Накануне войны с Германией начата переброска 21-й армии в район Гомеля.
25 июня 1941 года включена в состав группы армий Резерва РГК (в её составе перечислены 66-й, 63-й, 45-й, 30-й и 33-й стрелковые корпуса, всего 14 стрелковых дивизий).
2 июля Ставка Главного Командования передаёт войска Группы армий Резерва Главного Командования (20, 21 и 22-я армии) и 19-ю армию (9 дивизий) в состав Западного фронта, то есть в Действующую армию (ЦАМО, ф. 108, оп. 2425, д.27, л. 282).

### ВСмоленском сражении
К началу боёв на линии Днепра в составе 21-й армии насчитывалось 7 стрелковых, 2 танковые и 1 моторизованная дивизии.

#### Боевой состав на10 июля1941 года
- 63-й стрелковый корпус (61-я, 154-я и 167-я стрелковые дивизии и 5 артполков)
- 67-й стрелковый корпус (102-я и 151-я стрелковые дивизии[1])
- 66-й стрелковый корпус (232-я и часть 53-й стрелковой дивизии, с 16 июля — 75-я стрелковая дивизия)
- 25-й механизированный корпус (50-я и 55-я танковые дивизии, 219-я механизированная)
- 117-я стрелковая дивизия
- Действия армии поддерживала 13-я бомбардировочная авиадивизия (наиболее мощное авиасоединение Западного фронта: на 8 июля имела 121 исправный самолёт — треть всех самолётов Западного фронта)

В планах советского командования было создание нескольких ударных группировок в составе 21-й армии. Наряду с 63-м корпусом, согласно Директиве Ставки ГК от 4 июля, в составе армии планировали создать ещё одну ударную группировку в районе Мозырь, Калинковичи (в составе 5-й кавкорпус и 16-й мехкорпус), а в район Брагин, Хойники планировали перебросить управление 27-го стрелкового корпуса и 71-ю стрелковую и 28-ю горно-стрелковую дивизии. Однако неблагоприятное развитие событий на Украине помешало этим планам.
5-й мехкорпус, 16-й мехкорпус и 27-й стрелковый корпус с предназначавшимися ему войсками остались на Украине. Туда же 10 июля был направлен маршал С. М. Будённый (назначен главнокомандующим войсками Юго-Западного направления).
10 июля командующим 21-й армией назначен генерал-полковник Ф. И. Кузнецов, снятый с должности командующего Северо-Западным фронтом.
13 июля 1941 года 21-я армия начала наступление на Бобруйск, освободила Рогачёв и Жлобин, но далее была остановлена. Неудачей закончилось и наступление, начатое 22 июля с целью восстановить связь с осаждённым Могилёвым.
С созданием 24 июля Центрального фронта 21-я армия вошла в его состав, генерал-полковник Ф. И. Кузнецов возглавил фронт, командующим армией назначен генерал-лейтенант М. Г. Ефремов.

#### Боевой состав на1 августа1941 года
- 67-й стрелковый корпус (102-я, 151-я и 155-я стрелковые дивизии)
- 63-й стрелковый корпус (61-я, 154-я и 167-я стрелковые дивизии)
- 21-й стрелковый корпус (42-я, 117-я и 187-я стрелковые дивизии)
- 25-й механизированный корпус (50-я и 55-я танковые дивизии, 219-я моторизованная дивизия, 12-й мотоциклетный полк)

7 августа генерал-лейтенант М. Г. Ефремов назначен исполняющим обязанности комфронта вместо отозванного в Москву Ф. И. Кузнецова, исполняющим обязанности командарма стал генерал-майор В. Н. Гордов.
12 августа началось немецкое наступление на Гомель. 63-й корпус оказался окружён и разгромлен в районе Рогачёва и Жлобина. 13 августа командующим армией был назначен командир 63-го корпуса генерал-лейтенант Л. Г. Петровский, но он остался выводить свой корпус из окружения и погиб 17 августа.
19 августа советские войска оставили Гомель. 26 августа Центральный фронт был расформирован, 21-я армия передана в состав Брянского фронта, её командующим назначен генерал-лейтенант В. И. Кузнецов.
Попытка армии перейти в наступление в ходе Рославльско-Новозыбковской операции закончилась провалом, 21-я армия продолжала отступление и оказалась в полосе Юго-Западного фронта.

### ВКиевском сражении

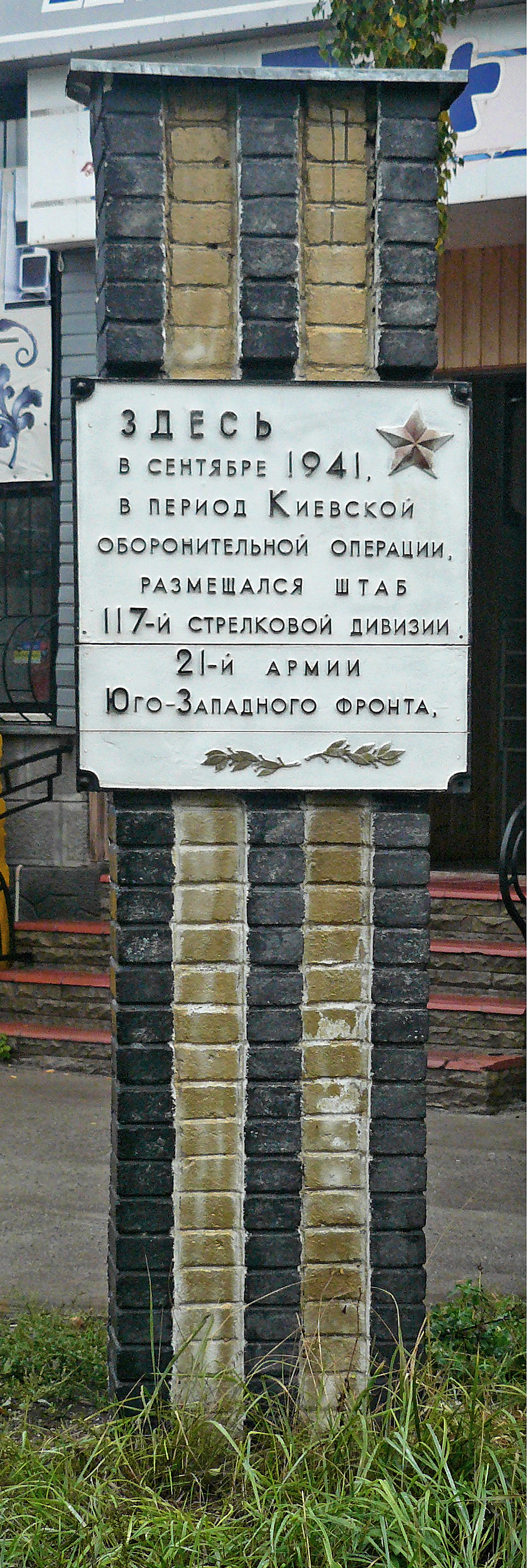
Памятный знак в городе Пирятин.

#### Боевой состав на 1 сентября 1941 года
- 67-й стрелковый корпус (24-я, 42-я и 277-я стрелковые дивизии)
- 28-й стрелковый корпус (187-я, 219-я и 117-я стрелковые дивизии)
- 66-й стрелковый корпус (55-я, 232-я и 75-я стрелковые дивизии)
- Резерв — 266-я стрелковая дивизия
- Кавгруппа (32-я, 43-я и 47-я кавалерийские дивизии)

По данным А. В. Исаева, армия насчитывала 79 575 человек, 499 орудий, 8 лёгких танков и 15 бронемашин и танкеток.
2-я танковая группа Гудериана группы армий «Центр», наступая в направлении на Конотоп, 1 сентября прорвалась к Десне и захватила на её левом берегу плацдарм у Шостки.
40-я армия отошла в юго-восточном направлении. 21-я армия, обойдённая с востока войсками 2-й танковой группы, а с запада — 2-й немецкой армией, подошедшей к Чернигову, оказалась под угрозой окружения и начала поспешно отступать на юг к Десне.
Продолжая отступать под натиском противника, 21-я армия 6 сентября передана Юго-Западному фронту, в составе которого оказалась в Киевском «котле». После выхода из окружения доукомплектовывалась в районе Ахтырки.

### В кампании 1942 года
В конце декабря 1941 — январе 1942 года участвовала в Курско-Обоянской наступательной операции. В мае 1942 года 21-я армия в составе Юго-Западного фронта принимала участие в Харьковском наступлении.

#### Боевой состав на1 мая1942 года
- 76-я, 227-я, 293-я, 297-я и 301-я стрелковые дивизии
- 8-я мотострелковая дивизия внутренних войск НКВД СССР
- 1-я, 10-я танковая бригады, 8-й отдельный танковый батальон
- Четыре артполка РГК
- 99 ОИБ

После провала наступления с конца июня 1942 года армия вела оборонительные бои с наступающими немецкими войсками, понесла большие потери.
30 июня 1942 года 6-я армия вермахта начала наступление в полосе Юго-Западного фронта из района Волчанска и прорвала его оборону.
До оккупации в городе Короча располагались воинские части 21-й армии. Короча была оккупирована 1 июля 1942 года.
К исходу 2 июля 1942 года германские войска, продвинувшись в полосе Брянского фронта на глубину 60 — 80 км и в полосе Юго-Западного фронта до 80 км, окружили западнее Старого Оскола часть соединений 40-й и 21-й армий. На воронежское направление из Резерва Ставки ВГК были срочно направлены 60-я, 6-я и 63-я армии. Одновременно в районе Ельца с целью нанесения контрудара по вклинившемуся противнику были сосредоточены 5-я танковая армия, усиленная 7-м танковым корпусом, и 1-я истребительная авиационная армия резерва Ставки ВГК.
Остатки войск 28-й армии были переданы 21-й армии.
Участвовала в Сталинградской битве в составе Сталинградского (переименован 12 июля из Юго-Западного фронта) и Донского фронтов (переименован 30 сентября из Сталинградского). В ходе операции «Уран» войска 21-й армии блестяще выполнили возложенную на них задачу по прорыву фронта обороны 3-й румынской армии, прорвав фронт противника в двух местах и окружив две крупные группировки (капитулировали 23 и 24 ноября, число пленных в них составляло около 29 000 солдат и офицеров — самая крупная капитуляция войск противника за весь предшествующий период войны), обеспечив ввод в прорыв танковых корпусов, замкнувших с севера кольцо окружения вокруг 6-й немецкой армии.
«23 ноября 1942 года в жизни 21-й армии произошло знаменательное событие. За проявленные боях с гитлеровскими захватчиками стойкость, мужество и героизм 76-я стрелковая дивизия, которой командовал полковник Н. Т. Таварткиладзе, была преобразована в 51-ю гвардейскую стрелковую. А через 4 дня воины 63-й стрелковой дивизии (командир полковник Н. Д. Козин) тоже стали гвардейцами. Дивизия была переименована в 52-ю гвардейскую. Это были первые гвардейцы нашей армии».
22 апреля 1943 года за героические подвиги и отличные боевые действия по окружению и разгрому немецко-фашистских войск под Сталинградом 21-я армия была преобразована в 6-ю гвардейскую армию".

#### Боевой состав на 20 ноября 1942 года
| - 63-я стрелковая дивизия - 226-й стрелковый полк - 291-й стрелковый полк - 346-й стрелковый полк - 26-й артиллерийский полк - 76-я стрелковая дивизия - 93-й стрелковый полк - 207-й стрелковый полк - 216-й стрелковый полк - 817-й артиллерийский полк - 96-я стрелковая дивизия - 1381-й стрелковый полк - 1384-й стрелковый полк - 1389-й стрелковый полк - 1059-й артиллерийский полк - 277-я стрелковая дивизия - 850-й стрелковый полк - 852-й стрелковый полк - 854-й стрелковый полк - 846-й артиллерийский полк - 293-я стрелковая дивизия - 1032-й стрелковый полк - 1034-й стрелковый полк - 1036-й стрелковый полк - 817-й артиллерийский полк - 333-я стрелковая дивизия - 1116-й стрелковый полк - 1118-й стрелковый полк - 1120-й стрелковый полк - 897-й артиллерийский полк - 3-й гвардейский кавалерийский корпус - 5-я гвардейская кавалерийская дивизия - 32-й кавалерийский полк - 34-й кавалерийский полк - 60-й кавалерийский полк - 158-й кавалерийский полк (может присутствовать вместо 32-го кавалерийского полка) - 6-я гвардейская кавалерийская дивизия - 31-й кавалерийский полк - 76-й кавалерийский полк - 92-й кавалерийский полк - 129-й кавалерийский полк - 32-я кавалерийская дивизия - 86-й кавалерийский полк - 121-й кавалерийский полк - 197-й кавалерийский полк - Приданы 3-му кавкорпусу: - 5-я отдельная истребительная бригада (противотанковая) - 1-й отдельный истребительно-противотанковый дивизион - 21-й отдельный истребительно-противотанковый дивизион - 60-й отдельный истребительно-противотанковый дивизион - 99-й отдельный истребительно-противотанковый дивизион - 4-й танковый корпус - 45-я танковая бригада - 45-й ? танковый батальон - 250-й танковый батальон - 69-я танковая бригада - 149-й танковый батальон - 152-й танковый батальон - 102-я танковая бригада - 207-й танковый батальон - 208-й танковый батальон - 4-я мотострелковая бригада - Приданы 4-му тк: - 1-й отдельный гвардейский танковый полк - 2-й отдельный гвардейский танковый полк - 4-й отдельный гвардейский танковый полк | - 1-я артиллерийская дивизия - 274-й гаубичный артиллерийский полк - 275-й гаубичный артиллерийский полк - 331-й гаубичный артиллерийский полк - 1107-й пушечный артиллерийский полк - 1166-й пушечный артиллерийский полк - 468-й истребительно-противотанковый артиллерийский полк - 501-й истребительно-противотанковый артиллерийский полк - 1189-й истребительно-противотанковый артиллерийский полк - Отдельные артиллерийские части 21-й армии: - 648-й пушечный артиллерийский полк - 1162-й пушечный артиллерийский полк - 383-й истребительно-противотанковый артиллерийский полк - 535-й истребительно-противотанковый артиллерийский полк - 764-й истребительно-противотанковый артиллерийский полк - 1180-й истребительно-противотанковый артиллерийский полк - 1184-й истребительно-противотанковый артиллерийский полк - 1250-й истребительно-противотанковый артиллерийский полк - 108-й миномётный полк - 114-й миномётный полк - 129-й миномётный полк - 152-й миномётный полк 3-го гвардейского кавалерийского корпуса - 21-й гвардейский миномётный полк - 86-й гвардейский миномётный полк - 88-й гвардейский миномётный полк - 309-й отдельный гвардейский миномётный дивизион 4-го танкового корпуса - 1-я зенитная артиллерийская дивизия - 1068-й зенитный артиллерийский полк - 1085-й зенитный артиллерийский полк - 1090-й зенитный артиллерийский полк - 1116-й зенитный артиллерийский полк - Отдельные зенитные части 21-й армии: - 580-й зенитный артиллерийский полк - 581-й зенитный артиллерийский полк - 878-й зенитный артиллерийский полк - 1259-й зенитный артиллерийский полк - 1263-й зенитный артиллерийский полк - 126-й отдельный зенитный артиллерийский дивизион - 205-й отдельный инженерный батальон - 540-й отдельный инженерный батальон |

## Второе формирование
Вновь сформирована в июле 1943 года на базе 3-й резервной армии в составе: 61-й стрелковый корпус, 63-я, 70-я, 76-я, 95-я и 174-я стрелковые дивизии, ряд отдельных частей.
В составе Западного фронта (с 24 апреля 1944 года 3-й Белорусский фронт) участвовала в Смоленской операции 1943 года и в Оршанской операции. В конце октября 1944 года её войска переданы 33-й армии, а управление армии выведено в резерв Ставки ВГК, где получило в подчинение другие войска.
В составе Ленинградского фронта участвовала в Выборгской операции, с января 1945 года — в составе 1-го Украинского фронта участвовала в Сандомирско-Силезской, Верхнесилезской и Пражской наступательных операциях.
После Победы армия передана в Центральную группу войск (управление — г. Валбжих). Практически сразу началось расформирование входящих в её состав соединений, а управление армии передали на доукомплектование штаба Харьковского военного округа. В сентябре расформирование армии было завершено.

## Командование

### Командующий
- Герасименко Василий Филиппович (22.06 — 6.07.1941),
- Будённый Семён Михайлович (6 — 10.07.1941),
- Кузнецов Фёдор Исидорович (10 — 24.07.1941, 5 — 10.10.1941),
- Ефремов Михаил Григорьевич (24.07 — 7.08.1941),
- Гордов Василий Николаевич (7 — 24.08.1941, 15.10.1941 — 5.06.1942),
- Кузнецов Василий Иванович (25.08 — 26.09.1941),
- Данилов Алексей Ильич (6.06 — 14.10.1942),
- Чистяков Иван Михайлович (15.10.1942 — 1.05.1943),
- Крылов Николай Иванович (12.07.1943 — 24.10.1943),
- Журавлёв Евгений Петрович (24.10.1943 — 25.02.1944),
- Швецов Василий Иванович (25.02 — 28.04.1944),
- Гусев Дмитрий Николаевич (28.04.1944 — 3.07.1945),
- Буховец Георгий Клементьевич (4.07.1945 — 09.1945, ВРИД).

### Член Военного совета
- Колонин Семён Ефимович (22.06 — 28.12.1941),
- Попель Николай Кириллович (28.12.1941 — 19.04.1942),
- Сердюк 3иновий Тимофеевич (31.03 — 22.07.1942),
- Михальчук Игнатий Иванович (19.04 — 31.07.1942),
- Стахурский Михаил Михайлович (31.07 — 1.09.1942),
- Гаевой Антон Иванович (25.09 — 14.10.1942)
- Крайнов Павел Иванович (1.09.1942 — 1.05.1943),
- Пименов Григорий Сергеевич (15.07 — 20.09.1943),
- Сосновиков Владимир Васильевич (15.07 — 26.09.1943),
- Деньгин, Сергей Алексеевич (26.09 — 16.11.1943),
- Пономарёв Иван Михайлович (26.09 — 17.11.1943),
- Кожевников Сергей Константинович (17.11.1943 — 1.06.1944),
- Мальцев Евдоким Егорович (1.03.1944 — 9.07.1945),
- Мжаванадзе Василий Павлович (1.06.1944 — 9.07.1945).

### Начальник штаба
- Гордов Василий Николаевич (22.06 — 27.09.1941),
- Данилов Алексей Ильич (27.09.1941 — 4.06.1942),
- Пеньковский Валентин Антонович (5.06.1942 — 1.05.1943),
- Тихомиров Павел Георгиевич (15.07.1943 — 24.01.1944),
- Гладков Трофим Андроникович (24.01 — 6.02.1944),
- Петухов Виктор Иванович (6.02 — 18.06.1944),
- Буховец Георгий Клементьевич (18.06.1944 г. — 9.07.1945).

### Начальники АБТО армии, Заместитель командующего армии по т/в
- Тимофеев, Сергей Михайлович, (00.05.1941 - 00.12.1941) полковник, с 09.11.1941 генерал-майор т/в
- Даев, Кузьма Ефимович, (09.12.1941 - 17.04.1942 ) полковник
- Носуль, на 04.42	подполковник
- Хасин, Абрам Матвеевич,(ид 07.06.1942 - 08.09.1942) полковник, с 21.07.1942 генерал-майор т/в
- Липатов, Константин Сергеевич, (00.09.1942 - 00.02.1943) полковник

### Заместитель командующего по ПВО
- Родичев, Михаил Жанилович, (октябрь 1943 - 1944) полковник

## Память
В Самаре площадь на пересечении ул. Осипенко, ул. Ново-Садовая и пр. Ленина названа в честь Героев 21-й Армии.